# چیبولو
چیبولو (انگلیسی: Chibolo) نام شهری در کشور کلمبیا است.